# Kürthy Lajos (atléta)
Kürthy Lajos Imre (Mohács, 1986. október 22. –) magyar súlylökő.
Első magyar bajnoki érmét 2001-ben szerezte súlylökésben a serdülő ob-n elért második helyével. 2002-ben ifi bajnok lett súlylökésben, második diszkoszvetésben. 2003-ban a fedett pályás junior bajnokságon harmadik volt súlylökésben. Az ifik között szabadtéren bajnok volt diszkosszal, második súlylökésben, harmadik gerellyel. A sherbrooke-i ifi vb-n negyedik volt diszkoszvetésben, tizedik súlylökésben.
2004-ben fedettpályán felnőtt harmadik és junior bajnok volt. Szabadtéren junior bajnok lett súlylökésben és diszkoszvetésben. A grossetói junior vb-n diszkoszvetésben 12 lett. Súlylökésben nem jutott a döntőbe. Egy év múlva megismételte hazai fedett pályás bajnoki eredményeit. A szabadtéri ob-n harmadik helyezett volt. A kaunasi junior Eb-n második lett súlylökésben és diszkoszvetésben.
2006-ban fedettpályán és szabadtéren is magyar bajnok lett súlylökésben. Diszkosszal nyáron lett második. Az utánpótláskorúaknál mindkét szerrel bajnok volt. 2007-ben fedettpályán második lett az ob-n. Szabadtéren súlylökésben első, diszkosszal negyedik lett. Az utánpótlás korosztályban megvédte bajnoki címeit. Az oszakai vb-n a selejtezőben kiesett. A debreceni U23-as Eb-n súlylökésben 5., diszkoszvetésben 9. volt.
2008-ban ismét súlylökő bajnok lett mindkét hazai bajnokságban. Diszkosszal újra negyedik helyezett volt. A pekingi olimpián 34. helyen zárt. Egy év múlva is duplázott a súlylökő bajnokságokon. A berlini vb-n 23. volt. A torinói fedett pályás Eb-n ötödik helyezett lett. 2010-ben ismét fedett pályás magyar bajnok lett. A dohai fedett vb-n 17. helyen végzett. A barcelonai Eb-n sem jutott a döntőbe, 16. lett.
2011-ben ismét fedett pályás magyar bajnokságot nyert. A párizsi fedett Eb-n 18. volt. Júniusban teljesítette az olimpiai kiküldetési B-szintet. A 2011-es atlétikai világbajnokságon 20,02 méteres dobásával 13 centiméterrel maradt el a döntőtől és a 14. helyen végzett. 2012 februárjában Nyíregyházán teljesítette a fedett pályás világbajnokság kiküldetési szintjét. A vb selejtezőjében kiesett és a 14. helyen végzett. A szabadtéri Eb-n kilencedik helyezett volt (19,55). A londoni olimpia selejtezőjében (19,65 m) fél méterrel elmaradt a döntőbejutásra még jó eredménytől, így kiesett és a 21. helyen végzett.